# Volkswagen Golf Plus
Volkswagen Golf Plus este o mașină care a fost produsă de Volkswagen între 2004 și 2014.